# ラマヌジャン (小惑星)
ラマヌジャン (4130 Ramanujan) は、小惑星帯に位置する小惑星。インド、タミル・ナードゥ州のKavalurの近くのヴァイヌ・バップ天文台でR・ラジャモハン (R. Rajamohan) が発見した。インドで発見された最初の小惑星である。
インドの天才数学者、シュリニヴァーサ・ラマヌジャンから命名された。